# Животов, Николай Николаевич (старший)
Николай Николаевич Животов (1858—1900) — русский писатель, сотрудник «Петербургского Листка» и «Петербургской Газеты». Большим успехом пользовались в низших слоях читающей публики его романы: «Макарка-душегуб», «Цыган-Яшка», «Фабричная рота», «Тайна малковских трущоб» и «Игнатка-Горюн».
Отец поэта Николая Николаевича Животова (младшего) (1887 — после 1918).